# Paracheirodon
Paracheirodon is een geslacht van subtropische aquariumvissen uit de familie der Characidae. Tot dit geslacht behoren de bekende kardinaaltetra (P. axelrodi) en neontetra (P. innesi). In het wild komen ze voor in het noordelijke gedeelte van Zuid-Amerika.

## Naam
De naam komt van drie Griekse woorden: para (παρά), dat "behalve" betekent, cheir (χείρ), dat "hand" betekent en odous (ὀδούς), dat "tand" betekent. Paracheirodon betekent dus "behalve hand en tanden". De vissen uit het geslacht Paracheirodon hebben dan ook geen tanden, terwijl andere karperzalmen die vaak wel hebben. Verder hebben andere karperzalmen vaak relatief grote vinnen ("handen"). De vissen uit het geslacht Paracheirodon hebben slechts kleine doorzichtige vinnen.

## Soorten
- Paracheirodon axelrodi (Schultz, 1956) – Kardinaaltetra
- Paracheirodon innesi (Myers, 1936) – Neontetra
- Paracheirodon simulans (Géry, 1963) – Blauwe neon